# Rika Matsumoto
Rika Matsumoto (松本 梨香 Matsumoto Rika?) es una actriz, seiyū y cantante de J-pop, nacida el 30 de noviembre de 1968 en la ciudad de Yokohama. Su nombre ha sido romanizado como Rika Matsumoto en sus trabajos realizados y es uno de los miembros originales del grupo JAM Project. Rika es conocida por dar voz a Satoshi (Ash Ketchum), el personaje principal de la serie de anime Pokémon.

## Filmografía

### Anime
- Arthur G6 - Chikyū Sentai Fiveman
- Aoi Futaba - Taiho Shicchauzo! (You're Under Arrest!)
- Bakura Ryou - Yu-Gi-Oh!
- Fanieta - Vandread
- Fuusuke - Ninku
- Haro - Gundam V
- Hayami Naoki - Cutie Honey
- Hyuga Kojiro (child) - Captain Tsubasa Road to 2002
- Jidama - Hazukichan
- Binbou - Obotchama Kun
- Chyoromatsu - Osomatsu Kun
- Jim Hawking - Outlaw Star
- Kaite - Trigun
- Kiyohei - Hanada Shounens-hi
- Koashura - Yu Yu Hakusho
- Satoshi (Ash Ketchum) - Pocket Monsters
- Persian - Pokémon - Mewtwo Returns
- Kujou Reiko - Detective Conan
- Kuroha Keiko - Tonde Buurin
- Kurusu - Master Mosquiton '99
- Misty - Bomberman Jetters
- Mariko - Ganbarist! Shun
- Nataku - X
- Otoi Moriko - Twin Signal
- Opera Vectra - Star Ocean EX
- Piano Man - Anpan Man
- Shiberia Hazuki - Muka Muka Paradise
- Sinunora - Gun Frontier
- Sonia Field - City Hunter
- Takasugi Seiji - Da Garn
- Raishinshi - Senkaiden Houshin Engi
- Antonio Garcia - Hot Wheels The Anime Series
- Bundorio Bunderasu - Bakuage Sentai Boonboomger

### OVA
- Ayaka KidaNKAsaragi - Phantom Quest Corp (Yuugenkaishya)
- April - Sol Bianca
- Bikky - Fake
- Chihiro - Pretty Sammy
- Chokkei Hayami - Shin Cutie Honey
- Gon Freecss - Hunter × Hunter Pilot
- Guramu - Shamanic Princess
- Japoro - Shamanic Princess
- Hibiki - Boku no Marie
- Jinno Hazumi - Bakuen Campus Guardress
- Kei - Dirty Pair Flash
- Kesley Uruga - Princess Minerva
- Lemonpai - Idol Fight Suuchiipai 2
- Matsumoto Youta - Tokumu Sentai Shinesman
- Oozora Nozomu - Moldiver
- Prettz - Final Fantasy: Legend of the Crystals

### Películas anime
- Satoh Tomoe - Roujin Z
- Saga de Películas Pokémon, con un total de 23 hasta la fecha.
- Rumi - Perfect Blue

### Videojuegos
- Asahina Mutsuki - Haunted Junction (Playstation)
- Ichimonji Tsukasa - Suchipai Mecha Gentei-Ban (Sega Saturn)
- Jounai Reika - My Dream/On Air ga Matenakute (Playstation, Sega Saturn)
- Takizawa - Doki Doki Pretty League (Playstation)
- Tsukasa - Su-Chi-Pai Adventure Doki Doki Nightmare (Playstation, Sega Saturn)
- Souma Akio - Meguri Aishite (Playstation)
- Tachibana Reika - Su Chi Pai (Playstation, Sega Saturn)
- Ricarla Borgnine - Super Robot Wars Alpha (Playstation), Super Robot Wars Original Generations (Playstation 2)
- Mule Moscow - Mahou Shoujo Fancy Coco (Playstation)
- Mizuki - Shin Samurai Spirits (Neo Geo)
- Ogata Shizuka - Friends Seishin no Kagayaki (Sega Saturn)
- Dojigiri Yasutsuna - Secret Spirit Agents: Otogi (Movil Phone Game)

## Discografía

### Sencillos
- "Get a Dream" (Opening de Sunrise Eiyuutan/Sunrise Eiyuutan R)
- "Alive A life" (Opening de Kamen Rider Ryūki)
- "Mezase Pokémon Master" (Opening de Pokémon)
- "Rival!" (Opening 2 de Pokémon)
- "OK!" (Opening 3 de Pokémon)
- "Challenger!" (Opening 2 de Pokémon: Advanced Generation)
- "Battle Frontier" (Opening de Pokémon: Battle Frontier)
- "SPURT!" (Opening 2 de Pokémon: Battle Frontier)
- "High Touch!" (Opening 2 de Pokémon: Diamond and Pearl, interpretado junto a Megumi Toyoguchi)
- "Best Wishes" (Opening 1 de Pokémon: Best Wishes)
- "Be an arrow" (Opening 2 de Pokémon: Best Wishes)
- "Xtreme Turbo" (Opening de Hot Wheels The Anime Series)
- "XY&Z" (Opening 1 de Pokémon: XY&Z)
- "Arora!"(Opening 1 de Pokémon: Sun and Moon)
- "Mezase Pokémon Master" (20 Aniversario) (Opening 2 de Pokémon: Sun and Moon)